# رسته گروه‌ها
در ریاضیات، رسته ی Grp دارای کلاس همهٔ گروه‌ها به عنوان اشیاء و همریختی‌های گروهی به عنوان پِیکان هاست. همین‌طور، این یک رسته محسوس است. مطالعه این رسته را به عنوان نظریهٔ گروه‌ها می‌شناسند.

## رابطه با دیگر رسته‌ها
دو فانکتور فراموشکار از Grp موجود است:
M:Grp → Mon
U:Grp → Set
که در آن M دارای دو التصاق است:
یکی از سمت راست؛ I:Mon→Grp
یکی از سمت چپ؛ K:Mon→Grp
در اینجا I:Mon→Grp فانکتوریست که هر مونوئید را به زیر-مونوئید عناصر معکوس پذیر می‌فرستد و K:Mon→Grp، فانکتوری که هر مونوئید را به گروه گروتندیک آن مونوئید می‌فرستد.
فانکتور فراموشکار U:Grp → Set دارای یک التصاق چپ داده شده توسط ترکیب KF:Set→Mon→Grp است که در آن F فانتکور آزاد است.

## خواص رسته‌ای
مونومورفیزم‌ها در Grp همان همریختی‌های یک به یک، اِپی مورفیزم‌ها، همان همریختی‌های پوشا، و یکریختی‌ها، همان همریختی‌های دوسوئی اند.
رستهGrp علاوه بر اینکه کامل است، هم-کامل نیز هست. ضرب ِ نظریه رسته ایِ Grp همان ضرب مسقیمگروه هاست، در حالی که همضرب نظریه رسته‌ای در Grp، است ضرب آزاد گروه هاست. اشیاء صفر در Grp، گروه‌های بدیهی هستند (متشکل از فقط یک عنصر همانی).
هر پیکانِ f: G → H در Grp، دارای یک هسته نظریه رسته‌ای (که با هسته جبری‏ ker f = {x in G | f(x) = e}‎ داده می‌شود) و همچنین یک هم-هسته نظریهٔ رسته‌ای (داده شده توسط گروه خارج قسمتی H توسط بستارِ نُرمال ‏ f(H) ‎ از H) است. بر خلاف رسته‌های آبِلی، اینطور نیست که هر مونومورفیزم در Grp، هستهِ هم-هسته‌اش باشد.